# Gunnar Utterberg
Nils Gunnar Utterberg (* 28. November 1942 in Jönköping; † 12. September 2021 in Mölltorp) war ein schwedischer Kanute.

## Erfolge
Gunnar Utterberg nahm an drei Olympischen Spielen teil. Bei den Olympischen Spielen 1964 in Tokio gelang es ihm mit Sven-Olov Sjödelius im Zweier-Kajak über 1000 Meter, nach Rang drei im Vorlauf und Rang eins im Halbfinallauf ins Finale einzuziehen. Den Endlauf schlossen sie mit knapp 0,8 Sekunden vor Antonius Geurts und Paul Hoekstra aus den Niederlanden sowie 2,1 Sekunden vor den Deutschen Heinz Büker und Holger Zander auf dem ersten Platz ab und wurden damit Olympiasieger. Im Vierer-Kajak belegte er mit Carl von Gerber, Sven-Olov Sjödelius und Rolf Peterson im Vorlauf und Halbfinale jeweils den zweiten Platz, im Finale verpassten die Schweden als Fünfte jedoch einen Medaillengewinn um fast zwei Sekunden.
Vier Jahre darauf trat er in Mexiko-Stadt mit Lars Andersson im Zweier-Kajak auf der 1000-Meter-Strecke an. Die beiden qualifizierten sich als Halbfinaldritte für den Endlauf, den sie auf dem fünften Platz beendeten. Auch 1972 in München erreichte Utterberg den Endlauf, diesmal wieder mit dem Vierer-Kajak über 1000 Meter. Die schwedische Mannschaft kam jedoch nicht über den achten Platz hinaus.
1967 sicherte sich Utterberg in Duisburg bei den Europameisterschaften im Zweier-Kajak sowohl über 1000 Meter als auch über 10.000 Meter die Silbermedaille. Zwei Jahre darauf belegte er in Moskau im Zweier-Kajak auf der 1000-Meter-Distanz erneut den zweiten Platz. Ein weiterer Medaillengewinn folgte bei den Weltmeisterschaften 1970 in Kopenhagen, bei denen er mit dem Vierer-Kajak das Finale auf dem dritten Platz abschloss.